# Smurfarna (TV-serie)

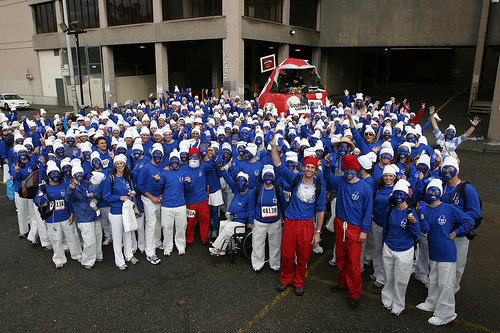
Smurfarna blev populära i USA först i samband med den animerade TV-serien på 1980-talet. Bilden är från San Francisco (2006), med ett världsrekordförsök i antal samtidigt smurfutklädda.

Smurfarna (engelska: The Smurfs) är en amerikansk-belgisk animerad tv-serie producerad av Hanna-Barbera Productions och SEPP International under större delen av 1980-talet. Serien bygger på den belgiska tecknade serien Smurfarna av Pierre "Peyo" Culliford, och är en av amerikansk tv:s mest omfattande enskilda animerade tv-produktioner - enbart Simpsons har producerats i större omfång.

## Röster
- Lucille Bliss – Smurfan
- Don Messick – Gammelsmurfen och Azrael
- Paul Winchell – Gargamel
- Danny Goldman – Glasögonsmurfen
- Frank Welker – Muskelsmurfen och Poetsmurfen
- June Foray – Sprattsmurfen
- William Callaway – Klunssmurfen och Målarsmurfen
- Michael Bell – Fixarsmurfen, Buttersmurfen och Latsmurfen
- Hamilton Camp – Glufssmurfen och Musiksmurfen
- Alan Oppenheimer – Kokettsmurfen
- Alan Young – Grävsmurfen

## Serien i Sverige
I Sverige har serien visats på TV3. Flera avsnitt finns dessutom utgivna på VHS och DVD med svensk dubbning.

### Svenska röster
I den svenska dubbningen medverkar följande personer:
- Andreas Nilsson – Glasögonsmurfen, Glufssmurfen, Målarsmurfen, Farfarsmurfen m.fl.
- Gunnar Ernblad – Muskelsmurfen, Latsmurfen, Natursmurfen, jätten Klosso m.fl.
- Hasse Jonsson – Fixarsmurfen, Sprattsmurfen, Musiksmurfen, Poetsmurfen, Skräddarsmurfen m.fl.
- Maria Weisby – Smurfan, Sassette, Hogatha, Moder Natur m.fl.
- Per Sandborgh – Gammelsmurfen, Klunssmurfen, Drömsmurfen, Slarvsmurfen m.fl.
- Steve Kratz – Gargamel, Kokettsmurfen, Buttersmurfen, Grävsmurfen, Piggsmurfen m.fl.[5][6]

## Säsonger och avsnitt
Smurfarna är en av alla tiders mest framgångsrika amerikanska animerade TV-serier, med avseende på antal avsnitt. Totalt producerades 256 avsnitt innan den lades ned 1990, efter nio säsonger, alla visade på nätverket NBC på lördagsförmiddagar. Varje avsnitt består av en eller två fristående episoder. Noterbart är också att avsnitten ursprungligen visades i block av två eller tre per gång.
Merparten av avsnitten är originalhistorier, men en handfull bygger på Peyos belgiska seriealbum.